# Pustertal (Bezirksgemeinschaft)

Südtirol mit der Bezirksgemeinschaft Pustertal in Grün

Die Bezirksgemeinschaft Pustertal (italienisch Comunità comprensoriale Val Pusteria, ladinisch Comunité comprensoriala Val de Puster) wurde 1969 gegründet. Die Bezirksgemeinschaft umfasst das Pustertal sowie mehrere Seitentäler wie das Gadertal und das Tauferer Ahrntal in Südtirol (Italien). Die 26 zusammengeschlossenen Gemeinden erstrecken sich auf einem Gebiet von 2.071 km² mit rund 80.000 Einwohnern (Stand 2014). Hauptort ist Bruneck.
Die Gemeinden der Bezirksgemeinschaft sind: Abtei, Ahrntal, Bruneck, Corvara, Enneberg, Gais, Gsies, Innichen, Kiens, Mühlwald, Niederdorf, Olang, Percha, Pfalzen, Prags, Prettau, Rasen-Antholz, Sand in Taufers, St. Lorenzen, St. Martin in Thurn, Sexten, Terenten, Toblach, Vintl, Welsberg-Taisten und Wengen.